# Lý Tâm Ngải
Lý Tâm Ngải (sinh ngày 4 tháng 10 năm 1990), là một nữ diễn viên người Trung Quốc.

## Tiểu sử
Lý tâm Ngải sinh ngày 10 tháng 4 năm 1990 tại Tây An, Thiểm Tây, Trung Quốc. Lý Tâm Ngải có vẻ đẹp sắc sảo do cô là con lai hai dòng máu Trung Quốc - Nga.

## Sự nghiệp
Cô là diễn viên, ca sĩ trực thuộc công ty Sáng Ánh điện ảnh, bắt đầu hoạt động từ 2013 đến nay. Lý Tâm Ngải xuất hiện lần đầu tiên trên màn ảnh rộng vào năm 2013 trong bộ phim điện ảnh Thiên Thai Ái Tình. Cô đã tham gia một số bộ phim truyền hình và điện ảnh và thực sự bật lên sau vai ác Lý trường Lạc trong bộ phim "Cẩm Tú Vị Ương" diễn cùng cặp đôi Đường Yên, La Tấn.

## Danh sách phim

### Phim điện ảnh
| Năm  | Phim                    | Vai          | Ghi chú |
| ---- | ----------------------- | ------------ | ------- |
| 2013 | Thiên Thai Ái Tình      | Lý Tâm Ngải  | Vai Phụ |
| 2015 | Trương Chấn giảng cố sự | Niệm Niệm    | Vai Phụ |
| 2015 | Cây dành dành nở hoa    | Cao Mỹ Tuyết | Vai Phụ |

### Phim truyền hình
| Năm  | Phim                           | Vai                    | Ghi chú       |
| ---- | ------------------------------ | ---------------------- | ------------- |
| 2014 | Chế Tạo Mỹ Nhân                | Cố Tiểu Tiên           | Vai Phụ       |
| 2015 | Năm Ái Tình 1931               | Hà Mộc Lan             |               |
| 2015 | Hoa Lửa                        | Ngụy Vi                | Vai chính     |
| 2016 | Cửu Châu Hải Thượng Mục Vân Ký | Hòa Thuật Hồng Linh    |               |
| 2016 | Cẩm Tú Vị Ương                 | Lý Trường Lạc          | Vai thứ chính |
| 2016 | Ban Thục truyền kỳ             | Khấu Lan Chi           | Vai Phụ       |
| 2017 | Hoa tạ hoa phi hoa mãn thiên   | Công chúa Khuynh Thành | Vai thứ chính |
| 2020 | Bỉ ngạn hoa                    | Hứa A Lịch             | Vai phụ       |